# Oleg Grigorjewitsch Jantschenko
Oleg Grigorjewitsch Jantschenko (russisch Олег Григорьевич Янченко; * 18. Juni 1939 in Moskau, Sowjetunion; † 12. Januar 2002 in Lesnoy Gorodok, Oblast Moskau) war ein russischer Organist, Komponist und Dirigent.

## Leben
Jantschenko studierte am Moskauer Konservatorium Komposition bei Juri Schaporin, Klavier bei Heinrich Neuhaus und Orgel bei Leonid Rojsman. 1964 wurde er Organist an der Staatlichen Philharmonie Minsk in Belarus.
Seine Tätigkeiten in der Ensembleleitung begannen 1968 mit der Gründung des Staatlichen Kammerorchesters der Republik Belarus. 1984 übernahm er die künstlerische Leitung des Madrigal-Ensembles Moskau.
Oleg Jantschenko war ab 1990 Professor für Orgel am Tschaikowski-Konservatorium in Moskau als Nachfolger seines Lehrers Roizman.

## Preise und Auszeichnungen
Zu den zahlreichen Auszeichnungen Oleg Jantschenkos gehören der erste Preis beim Internationalen Bach-Wettbewerb in Leipzig 1964 und ein UNESCO-Stipendium an die Musikakademien Wien und Haarlem 1966.

## Werke
- sechs Symphonien
- Instrumentalkonzerte (u. a. Violinkonzert, Klavierkonzert, 2 Kontrabass-Konzerte, 2 Orgelkonzerte, Cello-Konzert)
- Orgelwerke, (u. a. Dom zu Speyer, Russische Tränen, Musikalische Aufopferung, Präambuli auf das Thema GFH)
- Filmmusik u. a. für den Film Komm und sieh (Regie: Elem Klimow), für den er mehrfach international ausgezeichnet wurde
- Theatermusiken
- Lieder (u. a. Gesänge der Sappho)
- Kammermusik (u. a. Klaviertrio, Streichquartett)